# (4729) Михаилмиль
(4729) Михаилмиль (лат. Mikhailmilʹ) — типичный астероид главного пояса, открыт 8 сентября 1980 года советским астрономом Людмилой Журавлёвой в Крымской астрофизической обсерватории и 4 мая 1999 года назван в честь советского конструктора вертолётов Михаила Миля.

## Обнаружение и именование
(4729) Михаилмиль
Открыт 8 сентября 1980 года в Научном Л. В. Журавлёвой.
Назван в память о Михаиле Леонтьевиче Миле (1909—1970) — учёном и конструкторе вертолётов, с помощью которых было установлено 60 официальных мировых рекордов.
Оригинальный текст (англ.)4729 Mikhailmilʹ
Discovered 1980-09-08 by Zhuravleva, L. V. at Nauchnyj.
Named in memory of Mikhail Leontʹevich Milʹ (1909—1970), scientist and designer of helicopters with which 60 official world records were set.
Источники: DISCOVERY.DB; M.P.C. 34620.

## Орбита

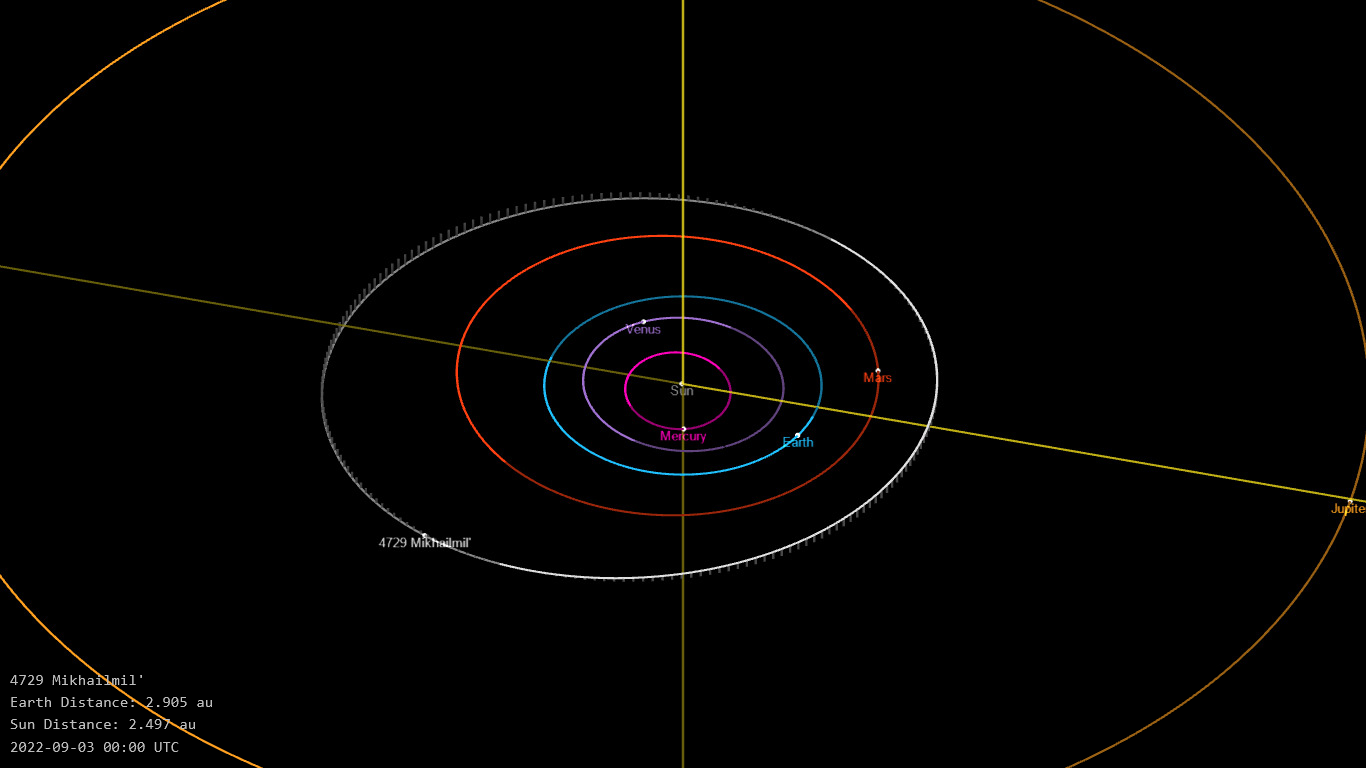
Орбита астероида Михаилмиль и его положение в Солнечной системе

## Физические характеристики
Астероид относится к таксономическому классу S.
По результатам наблюдений в видимом и ближнем инфракрасном диапазоне космического телескопа NEOWISE диаметр астероида сначала оценивался равным 5,99±0,05 км, позже — 5,989±0,050 км. Согласно тем же источникам альбедо оценивается как 0,449±0,088.